# Tresztenik
Tresztenik (bułg. Трещеник) – szczyt pasma górskiego Riła, w Bułgarii, o wysokości 2020 m n.p.m.